# 中華人民共和國童軍總會
中華人民共和國並不是世界童軍組織的會員國，然而在境內亦有多個互不隸屬的童軍活動。中華人民共和國童軍總會以15歲以上的男女羅浮童軍與冒險童軍為主。
登記在此童軍總會的童軍團，包含了上海童軍、福建阿爾法羅浮群、廣東羅浮群以及江蘇羅浮A群。在此總會的童軍團曾參與了2009年的JOTA和JOTI，且該總會發行了上述這些活動的紀念品。與該總會有互相聯繫的中華人民共和國境內童軍團為中国三角洲成人童军队。但與世界童軍運動組織並無關係。